# 오데 드 푸아

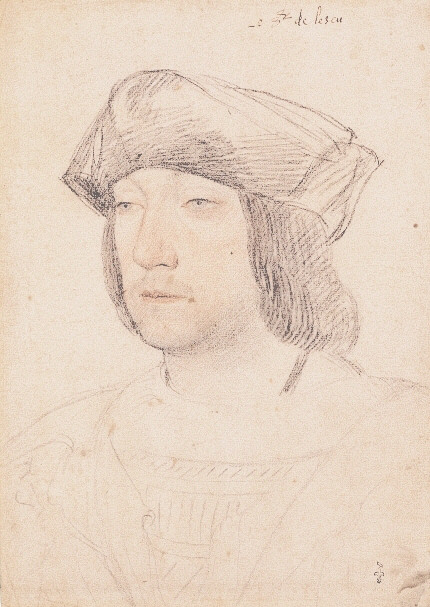
장 클루에가 스케치한 로트레크 자작 오데 드 푸아 (16세기 초).

오데 드 푸아 (Odet de Foix, 1485년 – 1528년 8월 15일)는 프랑스의 군사 지휘관이다. 그는 유능한 군인이라는 평판을 얻었지만, 비록 그가 운이 항상 따라주지 않았지만 이 평판은 사실에 의하면 거의 맞는 것처럼 보이지 않는다.
로트레크 자작 계열 가문은 장 3세 드 푸아의 아들 피에르에게서 기원을 했다; 피에르의 형이 가스통 4세 드 푸아다.
그는 1520년에 샬로트 달브레 (Charlotte d'Albret, 1495년–1527년)와 혼인하여 여러 자식을 두었다:
- 가스통 (Gaston, 1522–28년)
- 앙리 (Henri, 1523–40년)
- 클로드 (Claude, 1549년 사망)
- 프랑수아 (Francis, 1528년 사망)

오데 드 푸아와 그의 두 형제인 토마 드 푸아레스캉과 앙드레 드 푸아는 지휘관으로서 프랑수아 1세를 섬겼으며; 왕의 정부가 된 그들의 자매 프랑수아즈 드 샤토브리앙의 영향력으로 그들은 고위 관직을 얻었다. 1515년에 로트레크 자작은 마리냐노 전투에 참전했다.
1516년에 로트레크 자작은 밀라노 공국의 관리를 맡았지만, 그의 가혹한 통치는 프랑스의 지배를 받아들일 수 없게 했다. 1521년에 그는 스페인군의 공격에서 공국을 성공적으로 지켜냈으나, 1522년에 그는 비코카 전투에서 완패를 당하고 밀라노에서 철수해야만 했다. 휘하에 있던 스위스군의 반란으로 그 전투에 참여하려던 그의 의지를 할 수 없게 만들었다.
그는 프랑스 육군원수로 임명되어, 1527년에 이탈리아 주둔 프랑스군의 지휘권을 맡게 되었다. 그는 밀라노를 점령하였고, 그 후 나폴리 왕국 정복 임무를 맡아 보내졌다. 안드레아 도리아의 배신과 프랑스 진지에서 일어난 선페스트는 재앙을 가져왔다. 로트레크 자작 역시도 질병에 감염되어, 1528년 8월이 사망했다.

## 참고 문헌
- 본 문서에는 현재 퍼블릭 도메인에 속한 브리태니커 백과사전 제11판의 내용을 기초로 작성된 내용이 포함되어 있습니다.
- There is abundant manuscript correspondence in the Bibliothèque Nationale, Paris
- See the Works of Brantôme (Coll. Société de l'histoire de France, vol. iii., 1867)
- Memoirs of Martin du Bellay (Coll. Michaud and Poujoulat, vol. v., 1838).